# Nishiōhashi (metropolitana di Osaka)
Nishiōhashi (西大橋駅?, Nishiōhashi-eki) è una stazione della Metropolitana di Osakasulla linea Nagahori Tsurumi-ryokuchi. La situazione si trova nel quartiere di Nishi-ku a Osaka